# Simplicia pachyceviua
Simplicia pachyceviua är en fjärilsart som beskrevs av M.Gaede. Simplicia pachyceviua ingår i släktet Simplicia och familjen nattflyn. Inga underarter finns listade i Catalogue of Life.